# معجزات المسيح بطرد الأرواح الشريرة

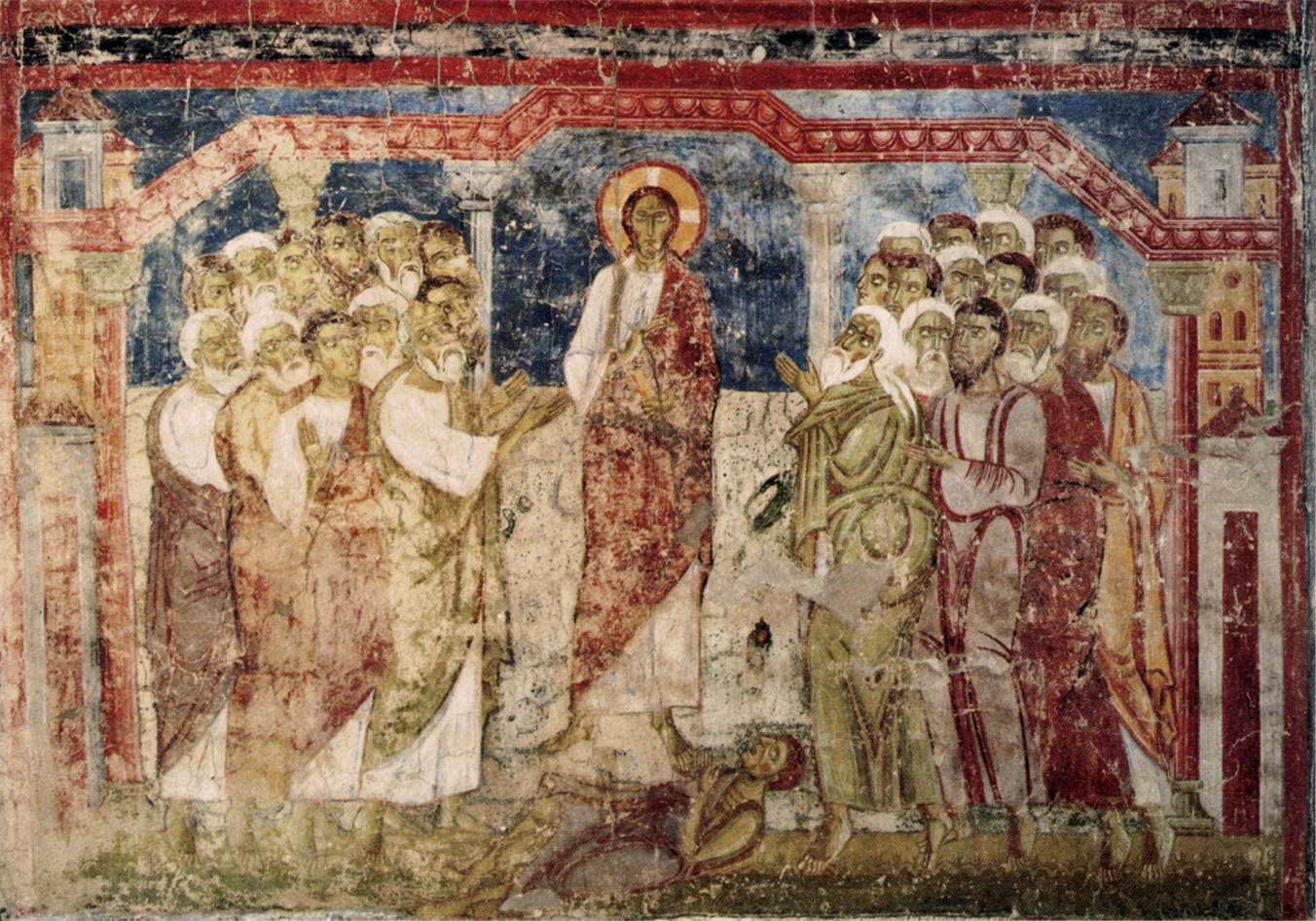
جدارية من القرن الحادي عشر، تظهر طرد المسيح للروح النجسة من مسكون مجمع كفر ناحوم.

معجزات المسيح بطرد الأرواح الشريرة، هي من المعجزات التي سطرت حالات عديدة عنها في العهد الجديد، وأكبرها في المدن العشر في بلدة الجدريين، لرجلين يسكنان القبور ويتصفان بالشراسة، وقد أمرهما المسيح بأن تتجه نحو قطيع الخنازير، فاندفع القطيع من على حافة الجبل إلى البحيرة فمات غرقًا، في صورة مسبقة عن طرح الشيطان وملائكته من الأرواح الشريرة في بحيرة النار التي ستتم في نهاية الزمان. في رواية إنجيل مرقس أن المسيح سأله ما اسمك، فأجاب «اسمي ليجون، لأننا جيش كبير»، ولجيون هي أكبر وحدة عسكرية في الجيش الروماني وتحوي بين 3000 - 6000 جندي ما يفيد بأن الرجل تسكنه لا روح نجسة واحدة بل أرواح عديدة.
حسب عدد من اللاهوتين ومفسري الكتاب المقدس، فإنّ القوات الشيطانية نشطت بصورة خاصة خلال مرحلة رسالة المسيح في الأرض، مع إمكانية استمرار تلبسها في البشر في الزمن الحالي، مسببة مشاكل جسمانية وعقلية، ولذلك فالروح الشريرة قد أصابت بالخرس أحد البشر الذين شفاهم المسيح. وكذلك الرجل الأعمى الأخرس. أول حالات طرد المسيح لروح نجسة، فهي حادثة كفر ناحوم، حين صرخ المسكون داخل المجمع: "ما شأنك بنا يا يسوع الناصري؟ أجئت لتهلكنا، أن أعرف من أنت، أنت قدوس الله"، فزجره يسوع قائلاً: "إخرس واخرج منه"، فطرح الروح النجس الرجل وصرخ صرخة عالية وخرج منه".مر 26:1] ويذكر إنجيل مرقس أنه "طرد شياطين كثيرة، ولكنه لم يسمح للشياطين بأن يتكلموا، لأنهم عرفوا من هو".مر 34:1]
أثار طرد المسيح للأرواح الشريرة استياء خصومه، فوصفوه بأنّ شيطانًا يسكنه،مت 34:9] وأنه يطرد الشياطين برئيس الشياطين أي إبليس،مت 24] وهو ما استدعى عظة مطولة من المسيح يوضح فيها أنه «بروح الله يطرد الشياطين»، واعتبر أنّ من يجدف على روح الله لا يغفر له لا في هذه الحياة ولا في الحياة الأخرى. طرد المسيح للأرواح الشريرة يظهر أيضًا «أنّ الشر لن يسود على العالم».